# Serinus buchanani
Serinus buchanani là một loài chim trong họ Fringillidae.